# Взвешивающие коэффициенты тканей
Взве́шивающие коэффицие́нты для тканей и органов (тканевые взвешивающие коэффициенты, взвешивающие коэффициенты тканей)  (WT) —  безразмерные множители, на которые умножаются накопленные в органах и тканях эквивалентные дозы, чтобы оценить вклад облучения данного органа или ткани в общий вред здоровью. Используются при расчёте эффективной дозы в радиационной безопасности для учёта различной чувствительности разных органов и тканей в возникновении стохастических эффектов радиации. Взвешивающие коэффициенты {\displaystyle W_{T}} определяются таким образом, чтобы
{\displaystyle \sum _{T}W_{T}=1.}
Значения WT считаются независимыми от вида и энергии излучения; зависимость эффективной дозы от этих параметров характеризуется взвешивающими коэффициентами излучения WR, применяемыми при пересчёте от поглощённой дозы (непосредственно измеряемой в эксперименте величины) к эквивалентной дозе.

## Использование в расчёте эффективной дозы
Эффективная доза рассчитывается из эквивалентной дозы по формуле:
{\displaystyle E=\sum _{T}W_{T}\cdot H_{T}=\sum _{T}W_{T}\sum _{R}W_{R}\cdot {\bar {D}}_{T,R}.}
Расчёт из поглощённой дозы:
{\displaystyle E=\sum _{T}W_{T}\sum _{R}W_{R}\cdot {\frac {\int _{T}D_{R}(x,y,z)\rho (x,y,z)dV}{\int _{T}\rho (x,y,z)dV}},}
где
E — эффективная доза для всего организма (взвешенная по тканям сумма эквивалентных доз для всех рассматриваемых тканей и органов организма);
{\displaystyle H_{T}=W_{R}D_{T,R}} — эквивалентная доза, полученная органом или тканью T;
{\displaystyle W_{T}} — тканевый взвешивающий коэффициент, определяемый регулирующими организациями.
{\displaystyle W_{R}} — взвешивающий коэффициент излучения, определяемый регулирующими организациями.
{\displaystyle {\bar {D}}_{T,R}} — усреднённая по массе поглощённая доза в ткани Т от типа радиации R .
{\displaystyle D_{R}(x,y,z)} — поглощённая доза от радиации типа R, рассматриваемая как функция координат.
{\displaystyle \rho (x,y,z)} — плотность как функция координат.
{\displaystyle dV} — элемент объёма.
Чем больше тканевой взвешивающий коэффициент, тем более чувствительна к радиации данная ткань.

## Значения взвешивающих коэффициентов для органов и тканей человека
| Органы и ткани                                     | Взвешивающие тканевые коэффициенты | Взвешивающие тканевые коэффициенты | Взвешивающие тканевые коэффициенты |
| Органы и ткани                                     | ICRP26 1977                        | ICRP60 1990                        | ICRP103 2007                       |
| -------------------------------------------------- | ---------------------------------- | ---------------------------------- | ---------------------------------- |
| Гонады                                             | 0,25                               | 0,20                               | 0,08                               |
| Костный мозг (красный)                             | 0,12                               | 0,12                               | 0,12                               |
| Толстый кишечник (прямая, сигмовидная, нисходящая) | —                                  | 0,12                               | 0,12                               |
| Лёгкие                                             | 0,12                               | 0,12                               | 0,12                               |
| Желудок                                            | —                                  | 0,12                               | 0,12                               |
| Молочная железа                                    | 0,15                               | 0,05                               | 0,12                               |
| Мочевой пузырь                                     | —                                  | 0,05                               | 0,04                               |
| Печень                                             | —                                  | 0,05                               | 0,04                               |
| Пищевод                                            | —                                  | 0,05                               | 0,04                               |
| Щитовидная железа                                  | 0,03                               | 0,05                               | 0,04                               |
| Кожа                                               | —                                  | 0,01                               | 0,01                               |
| Клетки костных поверхностей                        | 0,03                               | 0,01                               | 0,01                               |
| Слюнные железы                                     | —                                  | —                                  | 0,01                               |
| Мозг                                               | —                                  | —                                  | 0,01                               |
| Остальные ткани                                    | 0,30                               | 0,05                               | 0,12                               |
| Всего                                              | 1,00                               | 1,00                               | 1,00                               |

Значения WT в таблице усреднены для людей обоих полов и всех возрастов, а не характеризуют отдельных индивидуумов. Значение 0,12 взвешивающих коэффициентов для тканей категории «Остальные» относится к среднеарифметической дозе по перечисленным в примечании тринадцати органам и тканям людей каждого пола. Например, если эквивалентная доза по 0,005 Зв получена экстраторакальными органами дыхания и слизистой оболочкой рта (то есть двумя органами из тринадцати), то для пересчёта в эффективную дозу необходимо это значение умножить сперва на 2/13 и затем на WT = 0,12. Для тканей и органов из этой категории эпидемиологические данные относительно радиационного рака весьма ограничены, поэтому Международная комиссия по радиационной защите включила эти ткани в рассмотрение скорее для подстраховки. Комиссия также подчеркнула, что WT «является величиной, действующей исключительно в области радиационной защиты, и её нельзя применять для других целей, например, для установления причинно-следственной связи облучения и рака».
Концепция WT в Рекомендациях 2007 года доработана таким образом, чтобы значения коэффициентов зависели от уровня заболеваемости радиационно-индуцированным раком (а не от уровня смертности от него), от тяжести и количества потерянных лет жизни и от риска развития наследственных болезней в первых двух поколениях.